# 長靴貓 (動畫電影)
長靴貓系列（日语：長靴猫シリーズ），簡稱「長貓」，是日本東映動畫於1969年至1976年間上映的電影三部曲，計有《長靴貓劍客》、《長靴貓西部劍客》及《長靴貓環遊世界八十天》。

## 概要
取材夏爾·佩羅的作品《穿長靴的貓》，並賦予貓的名字「佩洛」（Pero）音近原著者（Charles Perrault），之後第二部為揉合《三劍客》和西部片風格的原創故事；第三部則取材儒勒·凡尔纳小说《環遊世界八十天》，尤其這一部都是動物擬人化的角色，片中沒有一個人類出現。三部均取材法國文學作品，劇情基本架構就是佩洛因救老鼠而被處以死刑，雖逃出來仍遭三隻殺手貓一路追殺。
由於第一部作品在當時發揮表現技術、生動演出而膾炙人口，堪稱東映動畫最佳傑作之一，日後東映動畫遂以佩洛為公司吉祥物標誌，通稱「佩洛標誌」。當時仍在東映動畫任職的宮崎駿也參與第一部電影的原畫，並負責其漫畫版。
第二部輸出英美時佩洛曾改名「Ringo」，取自傳奇牛仔「Johnny Ringo」。日方也略有更動，原先第一部貓群首領是「貓世界」（The Cats World）的「貓頭目」（Cat Boss），第二部改為「貓國」（Cat Country），貓頭目亦稱作「貓大王」（The King of Cats）。
第三部衍生FC游戏《长靴猫环游世界80天》在海外較為著名。

## 長靴貓劍客
故事簡介
貓劍客佩洛擺脫殺手貓到少年皮耶家中躲雨，但皮耶隨後也被瓜分父親遺產的二位兄長趕出家門，二人開始流浪；途中得知國王女兒羅莎公主招親，佩洛向皮耶提議冒充卡拉巴公爵前去；然而碰上魔王路西法搶親，佩洛便找老鼠等好友協助一起搶救羅莎公主……。
登場人物
- 皮洛：石川進（臺灣華語配音：吳東原）
- 比爾：藤田淑子
- 羅莎公主：榊原留美
- 殺手貓老大：愛川欽也
- 殺手貓：田之中勇
- 小殺手貓：水森亞土
- 老鼠的父親：熊倉一雄
- 老鼠小孩：水垣洋子
- 大哥丹尼爾、貓首領：内海賢二
- 二哥雷蒙：八代駿
- 國王：益田喜頓
- 魔王路希法：小池朝雄
- 其他：野澤雅子、白石冬美、野村道子、杉浦宏策、大竹宏、北川米彦、野田圭一

主題曲
-  
歌：石川進、水垣洋子、Vocal Shop、Trio Point

插曲
-  
歌：Vocal Shop、Trio Point
- 
歌：榊原留美
- 
歌：水垣洋子、Vocal Shop
-  
歌：石川進、藤田淑子

## 長靴貓西部劍客
故事簡介
殺手貓空手而回，貓首領盛怒下令追至天涯海角。佩洛甩開殺手貓追殺，與吉米、安妮一起坐著馬車來到「可可鎮」（Go Go Town），鎮上也有個惡霸橫行、魚肉鎮民。安妮開酒館的父親被殺，經吉米、佩洛跟老鼠原住民相助，改成餐館重新開張，但惡霸手下又來鬧事，卻意外遺留線索……。
登場人物
- 佩洛：鈴木靖
- 吉米：小宮山清
- 安妮：小鳩胡桃
- 殺手貓A：矢代駿
- 殺手貓B：田之中勇
- 小殺手貓：水森亞土
- 老鼠酋長：富田耕生
- 老鼠小孩：千千松幸子
- 老大：島宇志夫
- 獨眼：柴田秀勝
- 阿大：增岡弘
- 阿胖：峰惠研
- 阿小：和久井節緒
- 珍：高橋和枝
- 鎮長：青木笑兒
- 馭手：矢田耕司

主題曲
-  
作詞：山元護久、井上廈

插曲
-  
作詞：布勢博一

## 長靴貓環遊世界八十天
故事簡介
殺手貓與佩洛的糾纏持續著。「敦敦鎮」（the town of Dondon）餐館正談論環球世界一周的話題，在此服務的佩洛與顧客古爾蒙爵士吵起來，並打賭要在八十天內完成，贏了得到爵士所有財產、輸了就要一生當他奴隸。於是佩洛、老鼠父子跟廚師卡特踏上艱難的旅程，時限一日日迫近，古爾蒙的爪牙嘎哩嘎哩博士、還有謎般美女蘇珊娜阻撓……。
登場人物
- 佩洛：邊修三
- 卡特：神山卓三
- 老鼠爸爸、貓首領：富田耕生
- 老鼠小孩：山本圭子
- 古爾蒙爵士：瀧口順平
- 嘎哩嘎哩博士：大塚周夫
- 殺手貓A：長谷參治
- 殺手貓B：田之中勇
- 小殺手貓：水森亞土
- 市長：八奈見乘兒
- 新聞社社長：加藤修
- 餐館主人：山田俊司
- 蘇珊娜：增山江威子
- 愛斯基摩小孩：千千松幸子

主題曲
-  
作詞：山元護久、井上廈／歌：邊修三、蟋蟀'73

插曲
-  
作詞：城悠輔／歌：增山江威子、邊修三
-  
作詞：城悠輔、浦川忍／歌：邊修三、蟋蟀'73

## 外部連結
- 東映動畫英文官網介紹
- . YouTube上的toeimovies頻道. （原始内容存档于2021-01-20）. 外部链接存在于|publisher= (帮助)